# Bradleystrandesia gigantica
Bradleystrandesia gigantica är en kräftdjursart som först beskrevs av N. C. Furtos 1933.  Bradleystrandesia gigantica ingår i släktet Bradleystrandesia och familjen Cyprididae. Inga underarter finns listade.